# Eduardo Pinho Moreira
Pour les articles homonymes, voir Pinho et Moreira.
Eduardo Pinho Moreira (Laguna, 11 juillet 1949) est un médecin et un homme politique brésilien membre du PMDB. Il fut gouverneur de l'État de Santa Catarina de 2006 à 2007, à la suite de la démission du gouverneur élu, Luiz Henrique da Silveira, dont il était le vice-gouverneur.
Il fut par ailleurs député fédéral de 1987 à 1993 quand il renonça à son mandat pour se consacrer à son poste de maire de Criciúma (1993-1996).